# Skalokráska
Skalokráska (Petrocosmea) je rod rostlin z čeledi podpětovité. Zahrnuje 27 druhů rozšířených v Asii, zejména v Číně. Jsou to vytrvalé byliny s přízemní růžicí chlupatých listů, přizpůsobené životu na mechovatých skalách. Náležejí mezi atraktivní skalničky, v České republice však nejsou mrazuvzdorné a lze je pěstovat jen ve sklenících.

## Popis
Skalokrásky jsou vytrvalé byliny s přízemní růžicí listů a bez stonku. Listy jsou chlupaté, poněkud dužnaté, na bázi klínovité až srdčité. Květy jsou uspořádané v řídkých úžlabních vrcholících složených obvykle jen z 1 až 4 květů. Kalich je nejčastěji pravidelný, až k bázi dělený na 5 podobných cípů. Koruna je modrá, purpurová nebo bílá, dvoustranně souměrná. Korunní trubka je široce trubkovitá, neztlustlá a kratší než pysky. Horní pysk je dvoulaločný, spodní je trojlaločný a stejně dlouhý nebo mnohem delší než horní. Tyčinky jsou 2 a jsou přirostlé u báze korunní trubky. Semeník je kuželovitý až široce vejcovitý, s 1 komůrkou a čnělkou zakončenou hlavatou, nedělenou bliznou. Tobolky jsou úzce eliptické, podlouhlé nebo vejcovité, asi zdéli kalicha, pukající 2 přímými, nestáčejícími se chlopněmi. Semena jsou bez přívěsků.

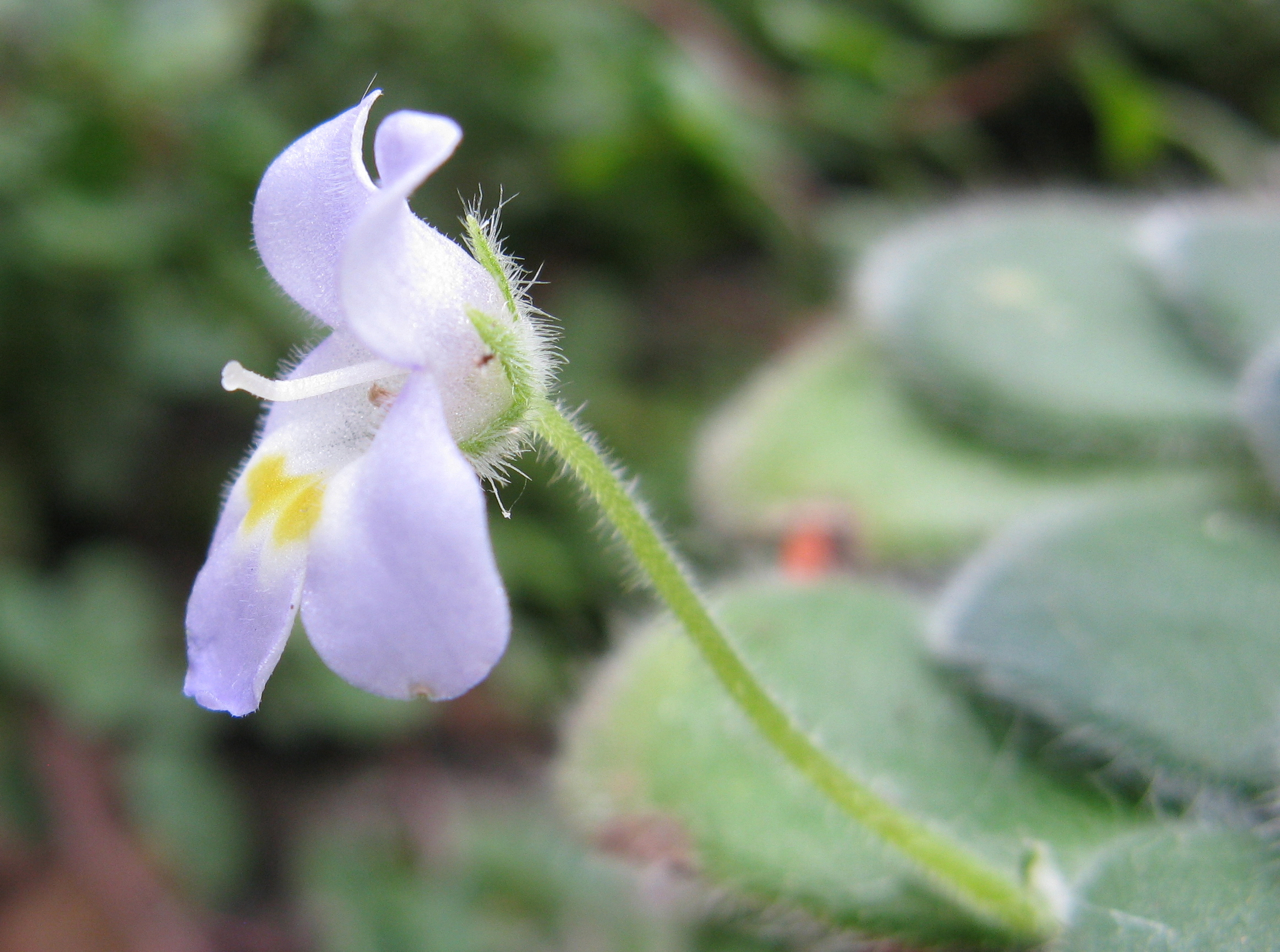
Květ Petrocosmea forrestii
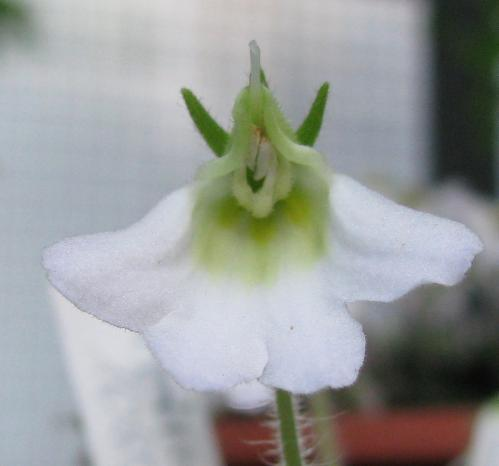
Detail květu Petrocosmea rosettifolia
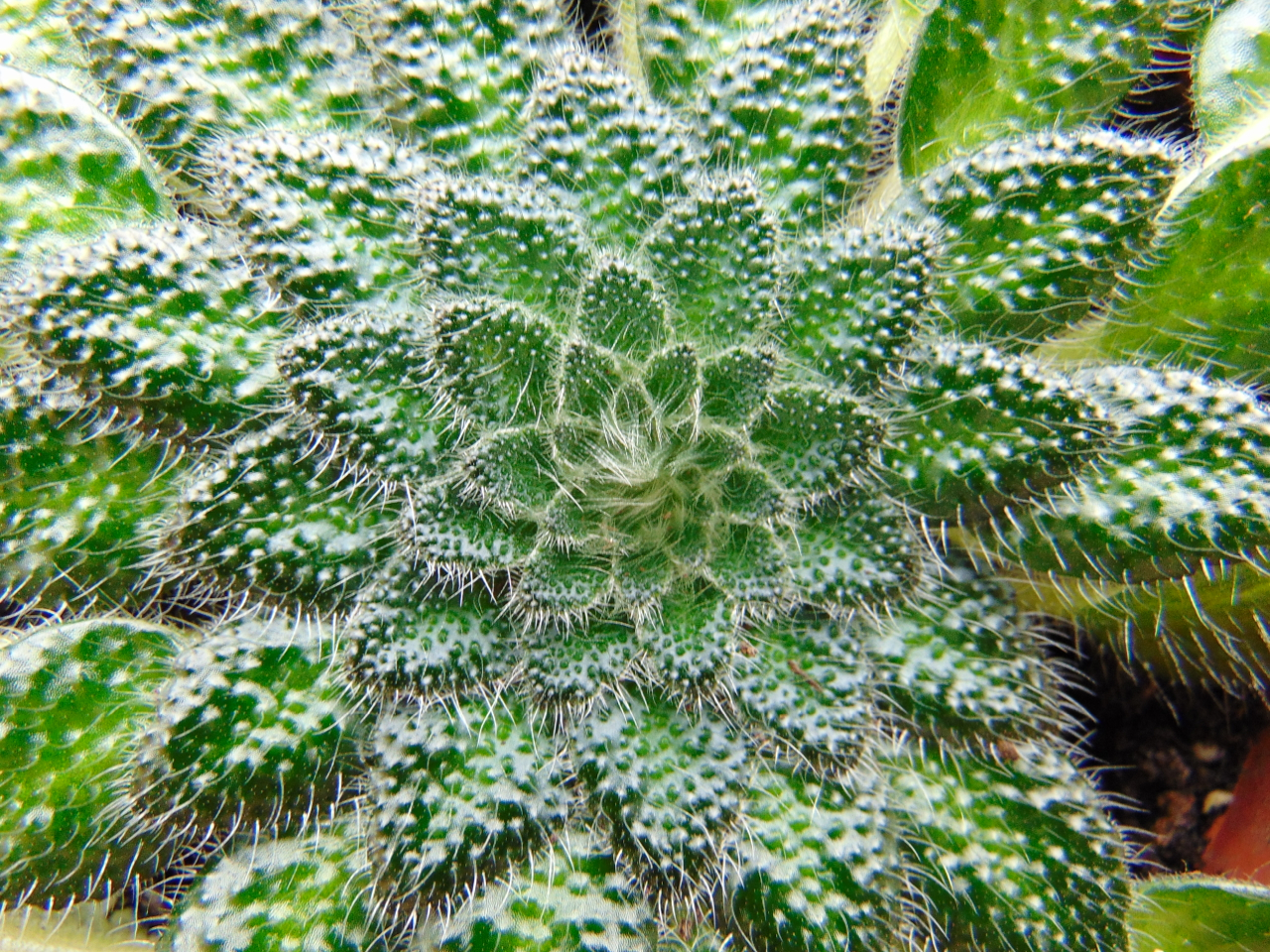
Listová růžice Petrocosmea cryptica
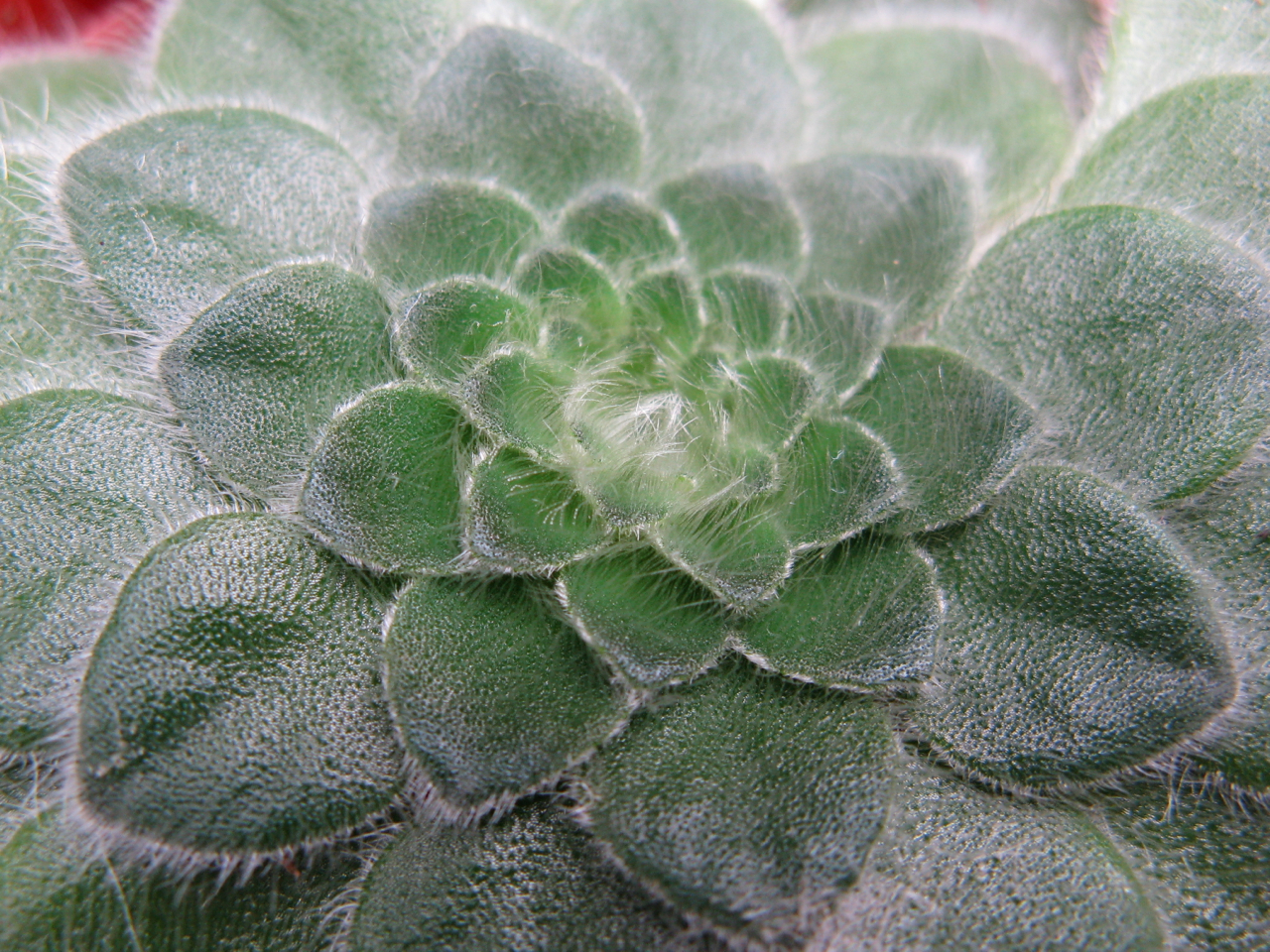
Listová růžice Petrocosmea forrestii

## Rozšíření
Rod skalokráska zahrnuje 27 druhů. Je rozšířen pouze v Asii: v Číně, sv. Indii, Myanmaru, Thajsku a j. Vietnamu. V Číně roste celkem 24 druhů. Většina druhů roste v nadmořských výškách od 400 do 1200 metrů, některé druhy vystupují do výšek až přes 3000 metrů. Nejčastěji rostou na mechovatých skalách v horských lesích nebo v alpínské vegetaci nebo na skalách, útesech a svazích v údolích. Vyhledávají zejména vápencové podklady. Většina druhů je stínomilná.

## Význam
Skalokrásky jsou atraktivní, ale křehké skalničky. V České republice je možno je pěstovat pouze ve skalničkovém skleníku, neboť nesnášejí silnější mrazy.
Druhy Petrocosmea forrestii a P. rosettifolia jsou vysazeny v horské expozici skleníku Pražské botanické zahrady v Troji.

## Pěstování
Skalokrásky mají vzhledem ke stanovištím, na nichž rostou, osobité nároky. Vyžadují velmi propustný, mělký substrát, který by měl mezi jednotlivými zálivkami prosychat, poměrně vlhký vzduch a stinné místo. Nejlépe se jim daří v mělké misce. Rostliny při přemíře vláhy v půdě snadno zahnívají. Jsou citlivé na narušení kořenů a měly by se přesazovat zřídka. Množí se semeny, odnožemi nebo řízky. Nejsou odolné vůči silnějším mrazům.